# 苏村乡 (元氏县)
苏村乡，是中华人民共和国河北省石家庄市元氏县下辖的一个乡镇级行政单位。

## 行政区划
苏村乡下辖以下地区：
南苏村、北苏村、王村、齐范村、孔村、北营村、南营村、岳庄村和高庄村。